# 葵ゆり
葵 ゆり（あおい ゆり）は、日本の女性声優。主にアダルトゲームに声をあてている。

## 出演作品
※ 太字はメインキャラクター

### PCゲーム
2013年
- アクマでオシオキっ! 丸城戸サド式ヘンタイお仕置き講座
- ガールズbeアンビシャス!

2014年
- ALIA's CARNIVAL! (朝宮 椎名)
- セミラミスの天秤 (小山内 美紀)
- キトゥンフィリア
- できない私が、くり返す。 (瀬峰 藍里）
- 金髪太郎物語（月乃）
- トロピカルVACATION

2015年
- セミラミスの天秤 Fated Dolls (小山内 美紀)
- ALIA’s CARNIVAL! Flowering Sky (朝宮 椎名)
- 機関幕末異聞 ラストキャバリエ（沖田 総紫、沖田 惣次郎）

2016年
- ボクの××は寮生たちの特権です! (神保 アキラ)
- Triangle Love -アプリコットフィズ-（小野瀬 彩夢）
- Re:LieF〜親愛なるあなたへ〜（箒木 日向子)

2017年
- 甘夏アドゥレセンス（池辺 安太郎）
- お嬢様と憐れな（こ）執事（御上野 咲良）
- 鬼がくる。 〜姉がひん死でピンチです〜（高嶺 晴子）
- DolphinBlade -ドルフィンブレード-（リィル・アシュレイ）
- キャッチアップラブ（篠原 紗亜矢)

2018年
- 処女はお姉さまに恋してる 3つのきら星（成神月子）[注 1]
- 夏色ラムネ（ヒロコちゃん）
- 働くオトナの恋愛事情2(三滝 真波)

2019年
- 抜きゲーみたいな島に住んでる貧乳はどうすりゃいいですか? 2

2020年
- 義妹達との生活は気持ちいいけど少し疲れる（一条 夏海）

2022年
- Spoofing -莉帆のなりすまし調査-（安東 莉帆）

### オンラインゲーム
- 要塞少女（ベルナデッタ、ユーディット）
- Gemini Seed (ルイザ、ユミエス)
- 宝石姫 JEWEL PRINCESS（ユークレース）
- DeepOne 虚無と夢幻のフラグメント(エーリカ)

### コンシューマーゲーム
- ALIA's CARNIVAL! サクラメント(朝宮 椎名) ※PSV
- ALIA's CARNIVAL! サクラメントプラス(朝宮 椎名) ※PS4

### CD
- ラジオCD「ほめられてのびるらじおZ」Vol.24　第493、494回ゲスト